# جائزة سفير الضمير المرموقة
جائزة سفير الضمير المرموقة (بالإنجليزية: Ambassador of Conscience Award)‏ هي جائزة تمنحها منظمة العفو الدولية لدعم حقوق الإنسان منذ سنة 2003. يتم منحها للأفراد الذين يظهرون قيادة استثنائية في الكفاح من أجل حماية وتعزيز حقوق الإنسان، والاحتفاء بأولئك الذين واتتهم الشجاعة للوقوف في وجه الظلم. وتهدف الجائزة إلى تعزيز عمل منظمة العفو الدولية المرتبطة بالحياة والعمل وما يشابهها.

## قائمة الحاصلين على الجائزة
- 2003: فاتسلاف هافيل، رئيس جمهورية التشيك الأول.
- 2004: ماري روبنسون، رئيسة أيرلندا والمفوضة السابقة لحقوق الإنسان في الأمم المتحدة.
- 2004: هيلدا موراليس ترويخو، ناشطة في مجال الدفاع عن حقوق المرأة في غواتيمالا.
- 2005: فرقة الروك يو تو الإيرلندية، ومديرها بول ماغينيز.
- 2006: نيلسون مانديلا، رئيس جنوب أفريقيا.
- 2008: بيتر غابرييل، موسيقي إنجليزي وناشط حقوق إنسان.
- 2009: أون سان سو تشي، رئيسة المعارضة البورمية
- 2013: ملالا يوسفزي، ناشطة باكستانية لحقوق تعليم الفتيات.
- 2015: آي ويوي، فنان صيني وناشط في مجال حقوق الإنسان.
- 2015: جوان بيز، مغنية فلكور أمريكية وناشطة حقوقية.
- 2016: أنجيليك كيدجو، مغنية وناشطة حريات بنينية
- 2016: فرقة «ين أماريه» من السنغال، وفرقة «ولو بالاي سيتوين» من بوركينا فاسو، و«لوت بور لا شانجمان/ لوتشا» من جمهورية الكونغو الديمقراطية.